# Enne Koens
Enne Koens (* 1974) je nizozemská spisovatelka a dramatička. Debutovala v roce 2007 knihou Tot alles gezegd is (Dokud nebude vše řečeno). Již před tím ale od roku 2002 působila jako autorka divadelních textů. V roce 2013 vydala svou první knížku pro děti Sammie en opa (Sammie a dědeček). Následovaly i další knihy pro děti, které vzbudily ohlas i v zahraničí. V roce 2017 vyšla kniha Ik ben Vincent en ik ben niet bang (Jsem Vincent a nebojím se), která se dočkala překladů do několika jazyků. Věnuje se tématu odlišnosti a nebezpečí šikany. V Německu a v Itálii si ji dokonce všimly i poroty tamních literárních cen. Enne Koens je vdaná a má dvě děti.

### Knihy
- Tot alle gezegd is (2007)
- Vogel (2011)
- Sammie en opa (2013)
- Hotel Bonbien (2015)
- Ik ben Vincent en ik ben niet bang (2017)
- Die zomer met Jente (2019)
- Stamina (2020)
- Vanaf hier kun je de hele wereld zien (2021)
- Een kleine groene puddingplaneet (2022)
- Vandaag komen we niet meer thuis (2023)
- Sammie en mama (2024)

### Česky vyšlo
- Jsem Vincent a nebojím se (Ik ben Vincent en ik ben niet bang), překlad Pavla van Dam Marková. První vydání. Praha: Meander, 2022. 179 stran. Modrý slon; 177. svazek. ISBN 978-80-7558-191-4.
- Odtud je vidět celý svět (Vanaf hier kun je de hele wereld zien), překlad Pavla van Dam Marková. První vydání. Praha: Meander, 2024. 216 stran. Modrý slon. ISBN 978-80-7558-280-5.